# Jamaširo (1915)
Jamaširo (japonsky: 山城) byla bitevní loď japonského císařského námořnictva třídy Fusó.

## Historie
Její stavba byla zahájena v loděnicích Jokosuce 20. listopadu 1913, na vodu byla spuštěna 3. listopadu 1915 a do služby vstoupila 31. března 1917. Jamaširo byla prvním japonským plavidlem vybaveným leteckými katapulty. Pojmenována byla podle staré japonské provincie Jamaširo.

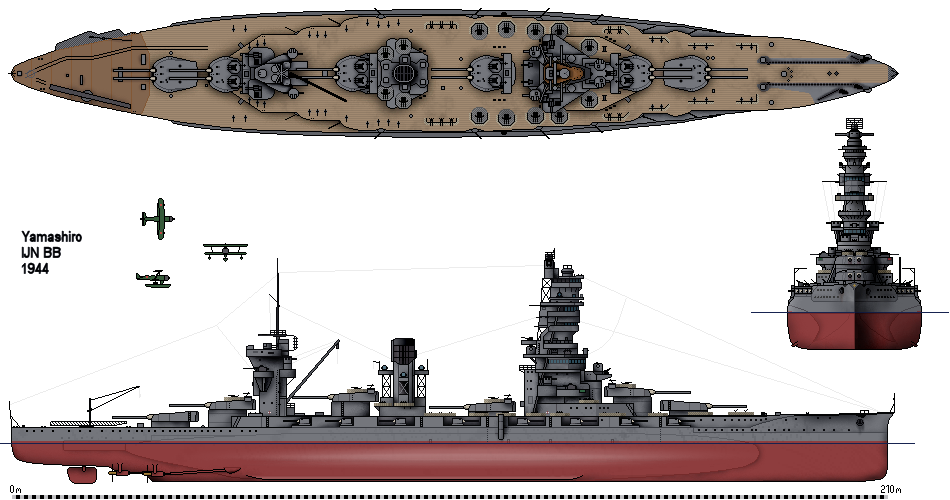
Nákres bitevní lodě Jamaširo podle stavu v roce 1944

Od prosince 1930 do března 1935 procházela Jamaširo modernizací. 24 původních kotlů na uhlí Midžabara a 4 turbíny Brown-Curtiss o výkonu 24 000 hp byly vyměněny za 6 nových kotlů na naftu Kanpon a 4 turbíny Kanpon o výkonu 75 000 hp. Nově byly namontovány protitorpédové obšívky, které zvětšily šířku lodi z 28,7 m na 30,6 m. Záď lodi byla prodloužena o 7,3 m, aby se dosáhlo lepšího poměru šířky a délky, a tím vyšší rychlosti. Palubní pancéřování bylo zesíleno na celkem 17,8 cm na třech palubách. Maximální náměr hlavních děl se zvedl z 30° na 43°. Přední komín byl odstraněn. V rozmístění dělových věží se Jamaširo mírně lišila od své sesterské lodě Fusó tím, že dělová věž C (třetí věž) byla obrácená směrem dozadu a tím před ní vzniklo místo pro větší nástavbu. Přidáno bylo osm 127 mm protiletadlových děl v dvouhlavňových střelištích, po jednom bylo na každé straně můstku a stejně tak na věži zadní nástavby.
V červnu 1944, po americké invazi na Saipan, se měla Jamaširo vydat jako obří transportér s posilami pro Saipan na sebevražednou misi. Na jejím konci (pokud by ho vůbec dosáhla) měla Jamaširo najet na mělčinu u Saipanu a podpořit obránce jako dělostřelecká baterie. Po bitvě ve Filipínském moři ale Japonci uznali, že Saipan je ztracen a operace byla zrušena. Koncept operace ale nebyl zapomenut a o necelý rok později se o něco podobného pokusila bitevní loď Jamato na své poslední plavbě.
V bitvě v průlivu Surigao 25. října 1944 se Jamaširo dostala pod palbu amerických bitevních lodí a po zásahu čtyřmi torpédy a mnoha 14palcovými a 16palcovými náboji se potopila.